# Бригас Олександр Іванович
Олександр Іванович Бригас (нар. 31 серпня 1961 року в місті Коростень на Житомирщині) – український поет-аматор.

## Родина
Народився Олександр в працьовитій українській сім’ї робітників в столиці Древлянського краю та, з 2008 року, «столиці дерунів». Мама, Ольга Трифанівна Бригас (Балюк) (28.05.1941 – 19.06.2018), працювала в торгівельній мережі міста, на Коростенському УВП УТОС, піклувалася сім’єю та виховувала трьох дітей. Батько, Іван Германович Бригас (05.05.1932 – 23.03.2022) поза іншим, 54 роки віддав тому ж Коростенському УВП УТОС. Був шанованим працівником, обирався народним депутатом, заслужив орден «Трудової Слави» ІІІ ступеня. Був чудовим майстром в різних сферах: ремонтував годинники та побутові прилади, співав і грав на домбрі в Народній хоровій капелі підприємства, а його фотографії назавжди залишили вигляд міста 1960-80-х років.
Одружився Олександр в 1982 році під час навчання. Дружина Марія подарувала трійко чудових діточок, яких разом поставили на ноги.

## Освіта
В 1978 році закінчив Коростенську середню школу №1 з непоганими результатами і поступив на навчання в Київський Технологічний інститут харчової промисловості (тепер НУХТ), з якого в 1983 році вийшов зі спеціальністю інженера-економіста харчової промисловості. Під час навчання почав пробувати себе на поетичній ниві. Друкувався в газеті інституту «Промінь».

## Трудова діяльність
Після служби в РВСН в астраханських степах (1983-1985), працював в місті Самборі та Львові на різних підприємствах харчової галузі.  Найдовше затримався на цукровому заводі, де дослужився до посади головного бухгалтера. Та в час масового роздержавлення і повальної приватизації, підприємство втратило свою вагу на ниві виробництва цукру і, зрештою, закрилося.  
Але ще до цього, для забезпечення сім’ї, на початку двохтисячних років вимушений був поїхати на заробітки до далекої Португалії. Чужа країна так і залишилася чужою, тож в 2023 році повернувся на Батьківщину.

## Творчість
Далеко від родини, пригадалося колишнє захоплення віршами і лягли на папері щирі і прості рядки. Туга за дружиною, дітьми, батьками… Надія на краще життя і власні спостереження та висновки з подій , що відбувалися – ось основні теми його творів. Друкувався в португальській слов’янській періодиці. З початком розвитку соціальних мереж почав поширювати своє слово там, щоб всі, хто бажає, могли прочитати.
Друкувався також в літературних альманахах та збірниках в Україні:
1. Голоси: Літературно-художній альманах/ Упоряд. О.Яблонська, І.Кушнір. – Київ, 2010.- Число 6 «Зачаруй мене тремом кохання». – 64 с
2. Софія. Літературний альманах. – Хмельницький. Видавець ФО-П Стасюк Л.С., 2014. - 220 с., ISBN 978-617-7184-10-1
3. Берегиня. Літературний альманах. – Хмельницький. Видавець ФО-П Стасюк Л.С., 2014 . Ч. 1. - 2014. - 215 с. ISBN 978-617-7184-37-8
4. Викрадення Європи. Поетична антологія./ Упорядник О.Яблонська. – Київ. Електрокнига.  2014. - 322 с., ISBN 978-617-7026210
5. Сила почуттів. Літературний альманах. – Хмельницький. Видавець ФО-П Стасюк Л.С., 2015. - 220 с., ISBN 978-617-
6. Воїнам світла: колективний подарунковий збірник поезій.- Мукачеве, волонтерське видавництво "Серце патріота", Благодійний фонд "Віта Дольче", 2015. Вид.1 і 2-е - 256 с.
7. Живи, Надіє!.  Колективна збірка поезій.- Мукачеве, Благодійний фонд "Віта Дольче", 2015.- 140 с.
8. Клич Майдану. Поезії, що закликають до єдності українців, які проживають в Україні і за її межами./ Укладач Йосип Гах. – Івано-Франківськ, 2015, 328 с.
9. Дух землі, Літературний альманах. – Хмельницький. Видавець ФО-П Стасюк Л.С., Ч. 1. - 2015. - 199 с.  ISBN 978-617-7299-18-8
10. Він, вона і війна : збірка віршів / упорядкув. Т. Цибульська – Кременчук: Видавець ПП Щербатих О. В., 2014 - 94с., ISBN 978-617-639-112-8
11. Енциклопедія сучасної літератури. Літературний альманах. – Хмельницький. Видавець ФО-П Стасюк Л.С., 2016 – 224 с., ISBN 978-617-7461-24-0
12. Галактика любові. Літературний альманах. – Хмельницький. Видавець ФО-П Стасюк Л.С., 2017. -200 с., ISBN 978-617-7461-40-0
13. Скарбниця мудрості. Літературний альманах. – Хмельницький. Видавець ФО-П Стасюк Л.С. , 2017. -224с., ISBN 978-617-7461-71-4
14. Огні горять…: збірка / упорядник Т. Цибульська – Кременчук: Видавець ПП Щербатих О. В., 2017 -162 с., ISBN 978-617-639-142-5
15. Голоси Севами. Поетичний альманах. / Упоряд. О.Яблонська. – Київ, 2017
16. Нас світло правди кріпить і єднає. – Львів : Видавництво «Растр-7», 2017. – 300 с., ISBN 978-617-7497-28-7
17. Поетична топоніміка – 2. Поезія і проза про топоніми України. (Літературно-краєзнавче видання. Ред.-упорядник Любов Сердунич). – Хмельницький. Видавець ФОП Цюпак А. А., 2018., 248 с., ISBN 978-617-513-525-9
18. Ковток життя. Осінь-2017: літературно-художній альманах – Біла Церква: Час Змін Інформ, 2017. – 156 с., ISBN 978-617-7477-03-6(серія), ISBN 978-617-7477-09-8
19. Ковток життя. Зима-2018: літературно-художній альманах – Біла Церква: Час Змін Інформ, 2018 – 144с. ., ISBN 978-617-7477-03-6(серія), ISBN 978-617-7477-13-5
20. Понад усе нам – Україна: Поезії. Упорядник О.Печора – Лубни: Інтер Парк, 2018. – 300 с., ISBN 978-966-2773-86-6
21. Ковток життя. Весна-2018: літературно-художній альманах – Біла Церква: Час Змін Інформ, 2018. -176 с.,  ISBN 978-617-7477-03-6(серія), ISBN 978-617-7477-20-3
22. Танець семи покривал: збірка поезій / упорядник Т. Цибульська – Кременчук: Видавець ПП Щербатих О. В., 2018 - 212 с., ISBN 978-617-639-187-6
23. Ковток життя. Літо-2018: літературно-художній альманах – Біла Церква: Час Змін Інформ, 2018. -148 с.,  ISBN 978-617-7477-03-6(серія), ISBN 978-617-7477-28-9
24. Українська вишиванка: Поезії, пісні Упорядник О.Печора – Лубни: Інтер Парк, 2019. – 240 с., ISBN 978-966-2773-99-6
25. Літературно-художнє видання Різдво приходить зі снігом – поезія, проза., Рівне: ФОП Аполонець О.О., 2018. -122 с., ISBN 978-966-23-11-63-2
26. Ковток життя. Зима-2019: літературно-художній альманах – Біла Церква: Час Змін Інформ, 2019. - 228с., ISBN 978-617-7477-03-6(серія), ISBN 978-617-7477-44-9
27. Медобори. Альманах,№15. – Хмельницький, Видавець ФОП Цюпак А.А., 2019. – 360 с., ISBN 978-617-513-583-9
28. Соло надірваних струн. Т-2. Київщина: новели/ Наталія Хаммоуда. – Біла Церква: Час Змін Інформ, 2020. – 416 с. ISBN 978-617-7477-78-4
29. У пошуку альтернативи. Поезія сучасної України. Ч. 1 - К., Друкарський двір Олега Федорова, 2020. - 528 с. ISBN 978-617-7817-64-1
30. Сміхотерапія 2020: гумор / упорядник Т. Цибульська – Кременчук: Видавець ПП Щербатих О. В., 2020 - 208 с., ISBN  978-617-639-273-6
31. Немеркнуче світло сердець/ збірка поезій та прози - Краматорськ: Видавництво ЦТРІ - "Друкарський дім", 2021. - 204 с. ISBN 978-617-7415-96-0
32. Про що гудуть сирени України? : Літературний альманах ; передм. М. Дубовик. — Біла Церква: Час Змін Інформ, 2022. — 192 с., іл. ISBN 978-617-7959-68-6
33. Ковток життя. Весна-2022: Літературний альманах – Біла Церква: Час Змін Інформ, 2022. -172с., ISBN 978-617-7477-03-6(серія), ISBN 978-617-7959-69-3
34. Ковток життя. Літо-2022: Літературний альманах – Біла Церква: Час Змін Інформ, 2022. -170с., ISBN 978-617-7477-03-6(серія), ISBN 978-617-7959-69-3
35. УКРАЇНА  НЕПЕРЕМОЖНА: Громадянська лірика Упорядник О.Печора – Лубни: Інтер Парк, 2022. –  400 с. ISBN 978-617-7658-40-4
36. Ковток життя. Літо-2022: Літературний альманах – Біла Церква: Час Змін Інформ, 2022. -170с., ISBN 978-617-7477-03-6(серія), ISBN 978-617-7959-69-3
37. Ковток життя. Осінь-2022: Літературний альманах – Біла Церква: Час Змін Інформ, 2022. -188с., ISBN 978-617-7477-03-6(серія), ISBN 978-617-7959-77-8
38. Роде наш славний! Ткачук Павло – Вінниця: ПрАТ «Вінницька обласна друкарня», 2023. – 276 с.: іл. ISBN 978-966-621-702-1
39. Ukaz.  Antologia polskich i ukraińskich poetów przeciw wojnie /Redakcja całości i przekłady tekstu Małgorzata T. Skwarek-Gałęnska - Katamaran Literacki. Druk Piktor, Łódź 2023 – 150 s. , ISBN 978-83-95379833
40. На позитиві. Поезії. Упорядник О.Печора – Лубни: Інтер Парк, 2024. – 408 с., ISBN 978-617-7658-40-4

Крім того, видав кілька власних збірок:
- П’ятдесят кроків до серця – Хмельницький, Видавець  ФО-П Стасюк Л.С., 2012. – 56 с.  ISBN 978-966-2758-11-5

Збірка поезій, створених в різні часи, далеко від рідного дому і присвячених одній-єдиній…   На честь 50-ти річного ювілею дружини.
- Гіркі заробітки – Хмельницький, Видавець ФО-П  Стасюк Л.С., 2016. – 88 с.   ISBN 978-966-2758-18-4

Весела (хоч, може, і не завжди настільки, як цього б хотілося) історія нелегкої подорожі кумів-емігрантів стежками Португальщини (назва придумана за мотивами давнього виступу поважного чоловіка з гумором  зі штату Флорида, США, який сказав, що гуморески П.Глазового шанують і люблять на Флоридщині), яка почалася не з власної волі i невідомо, коли закінчиться... Поема в стилі народної коломийки про важкі заробітки, що ніколи не позбавлені здорового українського гумору та незвичайних пригод.  
- Стежками Португальщини: емігрантська лірика / Олександр Бригас. – Біла Церква: Час Змін Інформ, 2019. – 260 с.  ISBN 978-617-7477-46-3

Збірка поезій, написаних під час тривалого вимушеного перебування за межами рідної країни, які в цілому можна охарактеризувати, як емігрантська лірика. 
Маючи певний хист та пильне око, автор розповідає про людей, які своєю працею збагачують чужу, на жаль, державу, заробляють на хліб (інколи з маслом), які не розівчились сумувати і радіти, плакати і сміятись, співпереживати і допомагати та завжди мріяти про повернення додому, до своїх родин. Але головною темою все ж залишаються власні роздуми, почуття, переживання і висновки, набуті в еміграції, яка, попри плани, не закінчується довгі роки… 
Червоною ниткою крізь всі поезії проходить почуття вдячності батькам, любові до дітей, кохання до дружини.
- Білий лебідь Лірика / Олександр Бригас. – Коростень: Вечірній Коростень, 2023. – 70 с.: іл. УДК 821.161.2 ББК 84.4УКР

Збірка поезій, написаних в різні часи та присвячених мамі й татові, які своїм гідним життям на цьому світі заслужили набагато більшого.

## Пісні
Не залишають без уваги творчість Олександра Бригаса композитори та виконавці:
- Михайло Герц «Мамині слова»
- Михайло Герц «Кохаю тебе»
- Сергій Голоскевич «Наречена»
- Микола Ведмедеря  «Колискова для доні»
- Микола Ведмедеря «Сонечко»
- Sofi Fraser  «Колискова для внучка»
- Олена Гончарук «Колискова для солдата»
- Олександр Рожанський "Калинонька"

## Відзнаки
Як говорить сам Олександр, ніколи не прагнув нагород, не гнався за почестями. Але кілька все ж знайшло свого власника:
2003 рік – Перше місце в конкурсі «Поділися свою усмішкою», що проводився газетою «Слово», з врученням Музичного центру;
2004 рік – Друге місце в конкурсі на краще гумористичне оповідання від тієї ж газети, що тоді була єдиною в Португалії, що видавалася українською та російською мовами;
2018 рік – Переможець поетичного конкурсу від «Газети Подорожного» за вірш «Обмежений вибір»;
2019 рік – Лауреат ХХ загальнонаціонального конкурсу «Українська мова – мова єднання» за емігрантську лірику «Стежками Португальщини»;
2022 рік – Лауреат конкурсу «Коли закінчиться війна», Всеукраїнська поетична родина.

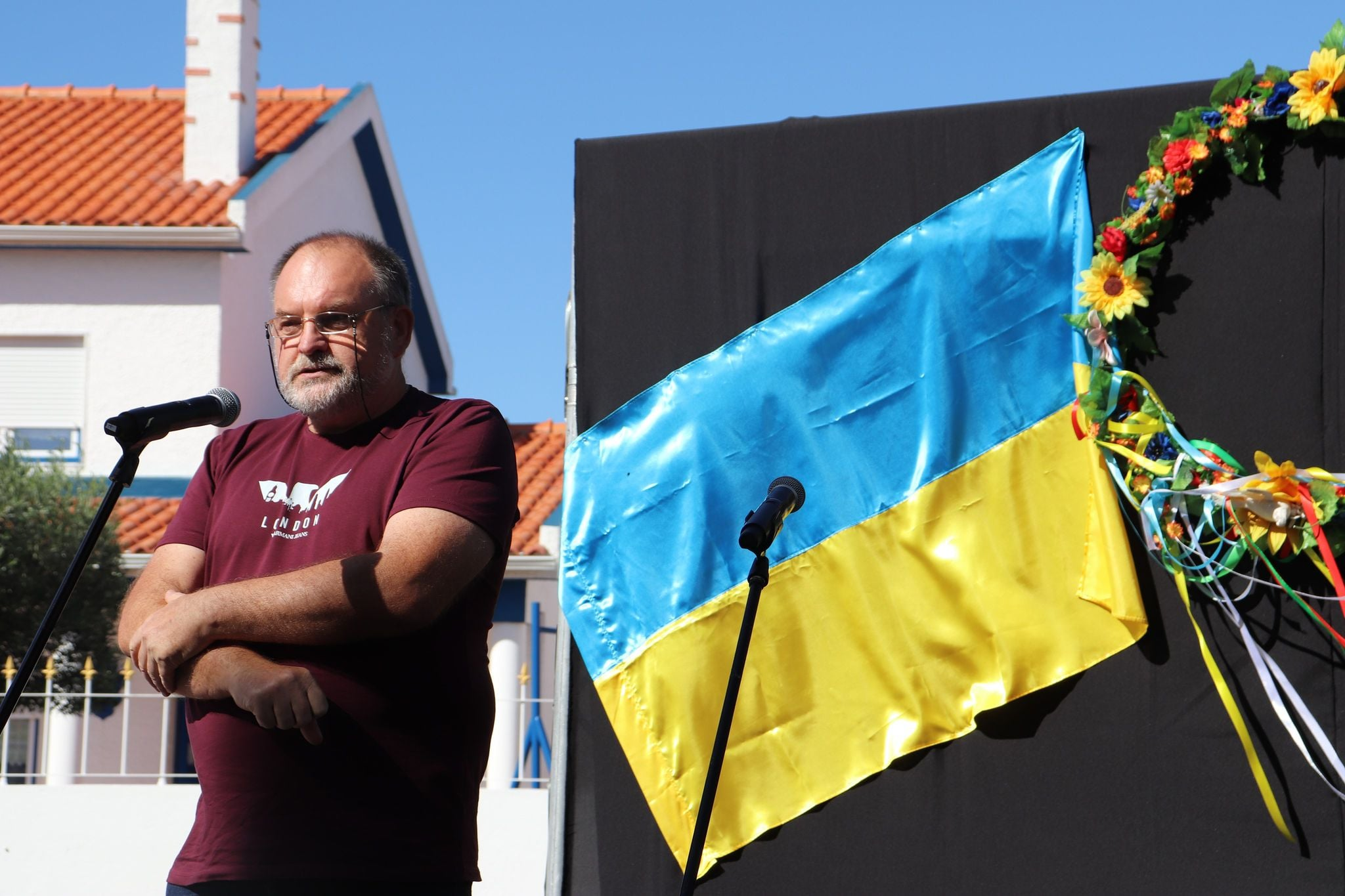
Виступ Ол. Бригаса на форумі волонтерської організації "Янголи милосердя", Португалія, 2021 рік

## Громадська діяльність
За складом свого характеру ніколи не позиціонував себе надто активною громадською особою. Але, при тому, підтримував раціональні ініціативи і брав участь у різноманітних акціях, перебуваючи в еміграції. В часи Помаранчевої революції, натхненний можливістю повернутися додому на обіцяні «мільйони робочих місць», їздив з друзями до українського Посольства на мітинги, ризикуючи бути депортованим, брав участь у виборах Президента. Тому й революцію Гідності сприйняв, як шанс на краще життя для всієї країни. В кінці 2013 року втупив до ВО «Майдан», посвідчення №8685. Поетичним словом підтримував сміливців, що встали на захист честі та гідності, свободи та європейського вибору.
2013 рік – участь в мітингу та ході центральними вулицями Лісабону з нагоди 80-ти річчя Голодомору.
21.02.2016 – участь в мітингу діаспори з Бангладеш до «Дня рідної мови» в Лісабоні. Інтерв’ю португальському телебаченню.
2015 - 2019 – виступи на акціях, присвячених роковинам з дня народження Тараса Шевченка в Лісабоні та Сетубалі. 
Лютий 2019 – мітинг міжнародного руху «Об’єднані прапором» в столиці Португалії під гаслами «Крим – це Україна» та «Свободу українським морякам».
2019 – презентація великого проекту Марії Дребіт – «Соло надірваних струн» про родини тих, що загинули у розв’язаній росією війні. Участь в створенні ІІ тому.
13 жовтня 2019 – в  Лісабоні біля пам’ятника Т. Шевченку великий мітинг до Дня Українського Війська під лозунгом «Ні капітуляції».
2019 та 2023 роки – участь у Всесвітньому Дні вишиванки та концерті-ярмарку «Вишиванка мандрує світом».
Жовтень 2021 – Моіта, Португалія. Участь у Форумі волонтерської організації «Янголи милосердя».

## Відгуки
Дарія Склярик,  поетеса і громадський діяч з Лондона в одному з відгуків пише:
«Всі ми - діти одного Творця, Творця Світла, Добра, Краси в недосяжному і до кінця незбагненному нами Всесвіті, в котрому ця обітована ЗЕМЛЯ є лише маленькою мікрочастинкою галактичного життя. Нас він послав саме сюди, в цей рай, на Землю - в один з найкращих і енергетично майже найсильніших її куточків (я маю на увазі Україну). Але не тільки вона є такою. Кожен з нас має своє завдання, свою місію в цьому Сонячному білому світі.   
Основне наше завдання - берегти обітовану ЗЕМЛЮ від підступних пекельних сил і у злагоді примножувати її красу. Таким, як ми, Він дав великий Дар - Талант слова, від нього немає нічого мудрішого і сильнішого. Слово будить, надихає, повертає до життя (вбиває теж), але його найбільша сила - нести ЖИТТЯ. Все, що відбувається в цьому світі ми сприймаємо глибиною душі і серця нашого і, якщо щось твориться не так, не за ЗАКОНОМ Творця нас болить, болить до сліз, до СЛОВА! На папері лягає те, що проходить через нашу душу і серце, і має воно надзвичайну силу, про яку ми не завжди здогадуємося. Якесь незбагненне "диво" відкриває невидимі двері, щоб воно вийшло в широкий світ, засіялося і проросло в людських душах Правдою і Добром, визволило їх з тенет власного рабства, розтопило крижини в їхніх серцях і звільнило місце для справжньої великої Любові для вільного, щасливого ЖИТТЯ на цій райській ЗЕМЛІ.  А коли все добре - СЛОВО несе ЧАРІВНУ ГАРМОНІЮ ЖИТТЯ)))))»
«Заробітчанин із Самбора в Португалії став поетом.
«Твори добро ближньому і не очікуй платні за це», – під таким гаслом живе й трудиться в Португалії українець Олександр Бригас – автор книги про емігрантів «Гіркі заробітки».
Про це повідомила сьогодні, 29 грудня 2017 року, власкорові IA ZIK з Португалії уродженка міста Яворова Львівської області, поетеса Оксана Максимишин.
З її слів, поезія Олександра Бригаса – щира, його римоване слово не залишає байдужим нікого. Він дуже чуттєвий до несправедливості, тому не може мовчати чи робити вигляд, що все добре. І виходять із-під його пера гострі рими, нетерпимі до зухвальства чиновників-корупціонерів, чи брехунів-можновладців. А ще – він лірик. Яка гарна поезія в нього присвячена коханій дружині.»
І, ніби продовжує свою думку, Оксана Максимишин-Корабель у передмові до книги «Стежками Португальщини» з назвою «Saudade на берегах Атлантики»:
«Португальське слово saudade непросто перекласти будь-якою мовою світу. Португальці говорять, що saudade можна лише пережити... Це слово означає втрату і надію. Воно є і ностальгією, і сподіванням, і самознищенням, і порятунком. А ще saudade – це біль від втраченого кохання. Португальське слово saudade можна вірно перекласти лише однією мовою – українською. Туга. А що таке туга, на жаль, знають тисячі українських заробітчан. У чужині, за тисячі кілометрів від рідної землі їм сниться весняний сад, яблуня, яка дала першу зав’язь, мама, на обличчі якої з’явились нові глибокі зморшки, батько з новими нитками сивини у колись чорному, як смоль, волоссі. У чужині від туги тебе рятує рідне слово. Ти шукаєш його і надихаєшся ним, а коли знаходиш, то набираєшся сил до життя. 
…Поезія Олександра Бригаса припадає до серця усім: і професору, і лікарю, і хліборобу, і робітнику. У його римах немає пафосу, немає високопарності, все просто і зрозуміло, тому й так близько читачеві. Вірші Олександра Бригаса багатогранні. Його римовані рядки – це щира сповідь душі. У них є ностальгія за рідною землею, яку мусив покинути, аби заробити на гідне життя своєї родини. І в кожному рядочку спогади, любов і туга за рідним краєм.»
Підхоплює і розвиває цю думку інша поетеса, Галина Онацька, у своїй передній статті до вказаної книги:
«Давно я не читала поезії, так глибоко пронизаної любов'ю до батьків, до рідного дому, до сім'ї, до коханої дружини і дорогих серцю, любих дітей, до землі, де автор народився, до рідного краю... Тільки тоді розумієш ціну того, що маєш, коли втрачаєш. Безумовно, доля вирішила випробувати автора на міцність, стійкість і витривалість. І закинула його в далекі незнані краї, відірвала від рідних і близьких людей. Болем і гіркотою пече серце розлука. Тому і виходять з-під пера такі щемні, щирі та болючі рядки, що інколи, аж мурашками по шкірі віддаються, чи спирає горло від згустку сліз, смутку і туги.

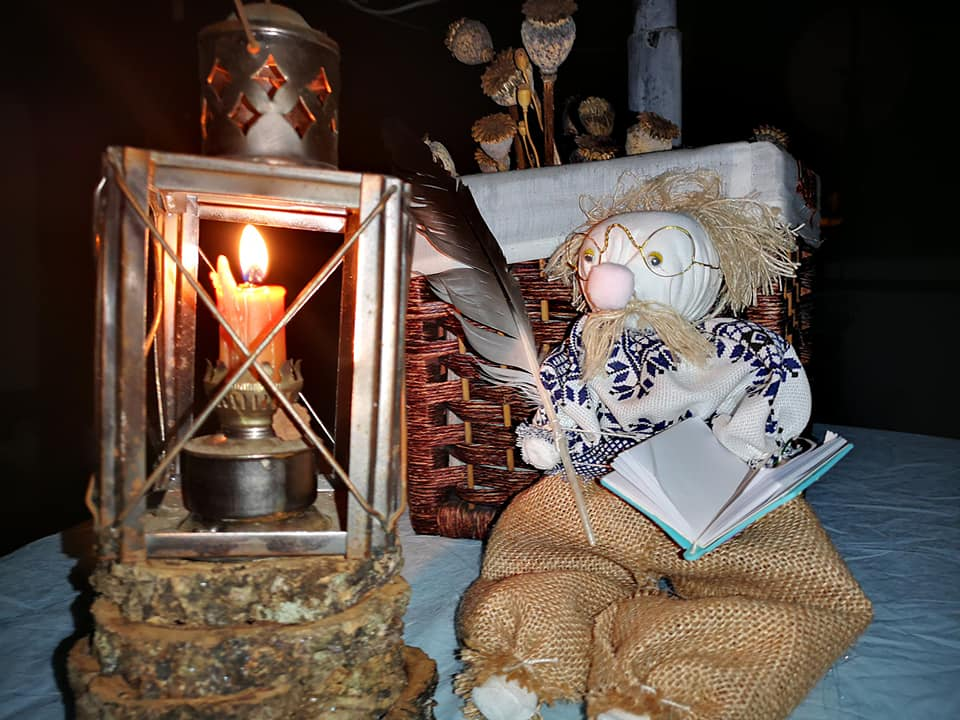
Лялька-шарж на Ол. Бригаса від народної майстрині Олени Лузяніної. 2020 р.

…Тут, на сторінках цієї чудової книжки, знайдеш і філософські роздуми поета «думками вголос», і слова ліричної пісні чи колискової, яка вже співається, або скоро буде співатися, і навіть «Хресну дорогу заробітчанина», якою, поряд з тисячами собі подібних, долає життєві незгоди  автор, сповнений непорушної віри, що попереду ще є світло і «тунель» колись закінчиться…»